# SAP (azienda)
SAP SE è una multinazionale europea per la produzione di software gestionale, una delle principali aziende al mondo nel settore degli ERP e in generale nelle soluzioni informatiche per le imprese.
L'acronimo SAP significa "Systeme, Anwendungen, Produkte in der Datenverarbeitung" (la leggibilità dell'acronimo è possibile anche in altre lingue, come nel caso dell'italiano: "Sistemi, Applicazioni e Prodotti nell'elaborazione dati").
La società ha costituito nel mondo filiali amministrative e operative, oltre a laboratori per la ricerca e lo sviluppo: la sede storica risiede a Walldorf, in Germania. Nel 1980 fu realizzato il linguaggio di programmazione proprietario ABAP, e da allora in tale linguaggio furono scritti quasi tutti i suoi prodotti.

## Storia

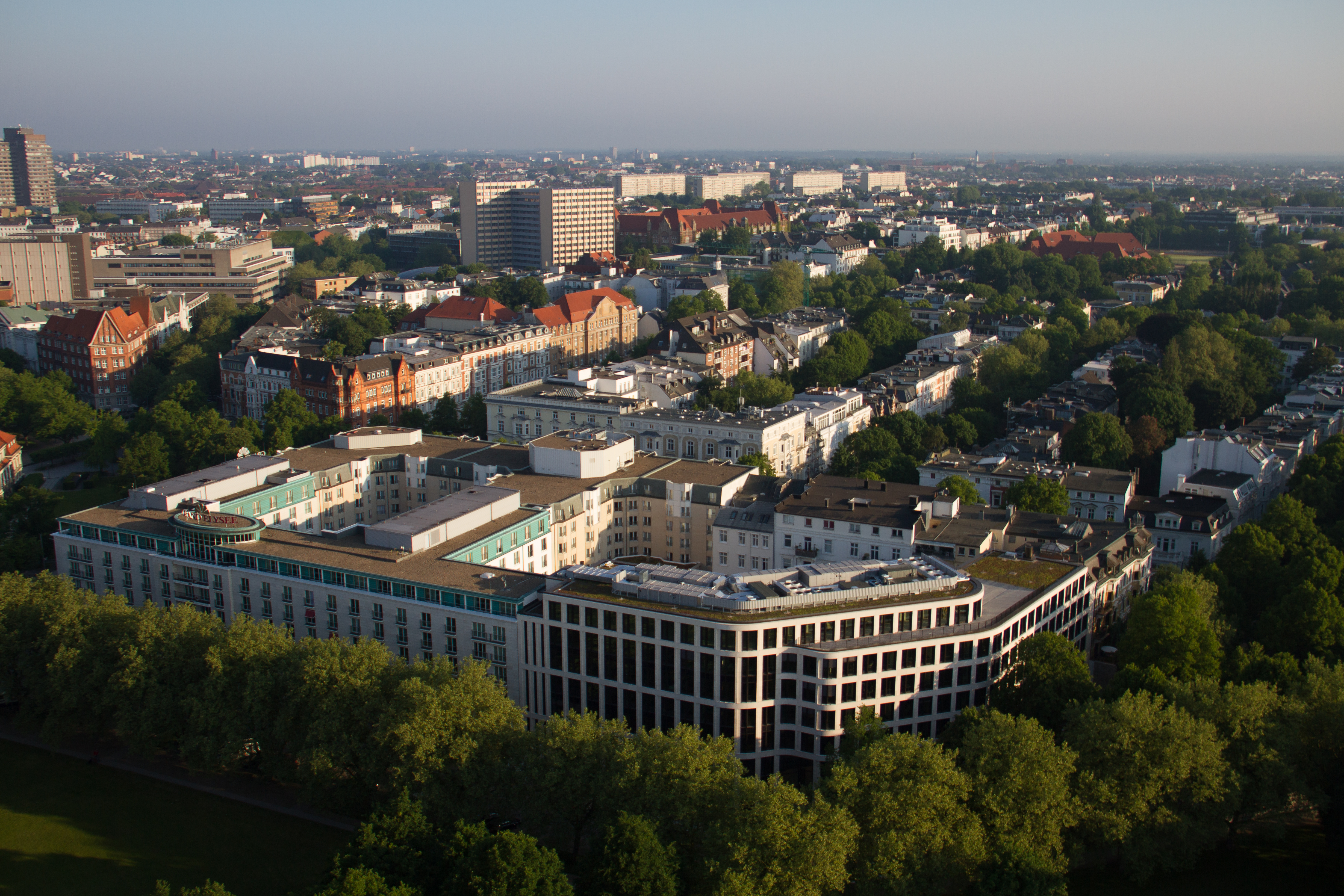
SAP di Amburgo

### I primi anni (1972-1987)
Nasce il 1º Aprile 1972 a Weinheim, in Germania, ad opera di cinque dipendenti della IBM, Claus Wellenreuther, Hans-Werner Hector, Klaus Tschira, Dietmar Hopp e Hasso Plattner sotto il nome di SAP Systemanalyse und Programmentwicklung GbR. L'idea era quella di creare un software gestionale standardizzato che permettesse di integrare tutti i processi di business e permettesse il processamento dati in tempo reale.
Per raggiungere al meglio i loro obiettivi, i cinque fondatori e i primi dipendenti lavorarono a stretto contatto con i clienti (il più delle volte fianco a fianco, negli stessi uffici dei clienti), per imparare a capire quelle che erano le reali esigenze di business e i processi specifici.
La prima versione del programma venne utilizzata da una fabbrica di nylon appartenente alla multinazionale britannica della chimica Imperial Chemical Industries (ICI) a Östringen, in Germania; qui svilupparono programmi di calcolo per mainframe per la gestione delle buste paga e della contabilità.
La novità era che i dati non venivano più inseriti meccanicamente con scheda perforata, come nei sistemi IBM, ma venivano archiviati localmente nel sistema elettronico utilizzando un database logico, comune a tutte le attività dell'azienda. Dal momento in cui non c'era più bisogno di processare le schede perforate durante la notte, il sistema fu chiamato Realtime (Echtzeit-System, "sistema in tempo reale"), da cui quella R che ha caratterizzato tutti i prodotti SAP fino agli anni '90.
Nel 1975 già erano state sviluppate applicazioni per la contabilità finanziaria (RF), per la verifica delle fatture e per la gestione dell'inventario (RM).
Nel 1979 l'azienda iniziò lo sviluppo di SAP R/2, la seconda generazione del suo software, che espanse le funzionalità del prodotto alla gestione materiali e alla pianificazione della produzione.
Nel 1980 i circa 80 dipendenti si spostarono a Walldorf, nel primo edificio SAP.

### Da R/3 a player globale
Durante gli anni '80, il software di seconda generazione riscosse un enorme successo che portò la compagnia a quotarsi in borsa. Il 4 novembre 1988 le azioni SAP iniziarono a essere scambiate nelle borse di Francoforte e di Stoccarda.
Nonostante tutti questi cambiamenti, la SAP stava già pensando alla terza generazione del software. Nel 1992 venne lanciato sul mercato SAP R/3, e furono sviluppate e pubblicate diverse versioni di R/3 fino al 1995. Con il passaggio dal mainframe al sistema client/server si aprì una strada per un'economia globalizzata che portò SAP a essere un player globale, con sedi e centri di sviluppo in tutto il mondo.
Nel 1995 SAP entrò a far parte dei trenta titoli a maggiore capitalizzazione della borsa di Francoforte (DAX 30).
Nel 1999, per rispondere all'avvento di Internet e della new economy, SAP sviluppò la strategia Internet mySAP.com, volta a ridisegnare il concetto di processi di business, includendo per la prima volta l'integrazione via Internet. Questa strategia portò nel 2004 all'introduzione di SAP ERP Central Component (ECC) 5.0 (SAP ECC 5.0), un anno dopo il suo ingresso nell'indice azionario STOXX Europe 50.
Negli anni l'azienda si è ramificata in tre mercati: tecnologia mobile, tecnologia di database e cloud. Per restare competitiva e per diventare rapidamente un player principale anche nei nuovi mercati, ha iniziato una strategia fatta di acquisizioni come quelle di Business Objects, Sybase, Ariba, SuccessFactors, Fieldglass e Concur.

### Il cloud e S/4 HANA
Nel 2011, i primi clienti iniziarono a utilizzare l'in-memory database SAP HANA. Grazie a questo database le analisi dei dati che prima richiedevano giorni o addirittura settimane venivano completate in pochi secondi.
Nel 2014 SAP ha lanciato SAP S/4HANA, la sua ultima generazione di software aziendale, interamente in esecuzione su SAP HANA. Nel 2019, SAP ha acquisito la società statunitense Qualtrics, leader nel software di gestione dell'esperienza, ponendo SAP all'avanguardia in questo segmento in crescita. Oggi SAP crea soluzioni per l'Internet of Things e l'apprendimento automatico, per analisi complesse e blockchain. Le applicazioni integrate dell'azienda connettono tutti gli aspetti del business in una suite intelligente. SAP Business Technology Platform consente ai clienti di diventare aziende intelligenti e supporta scenari di clienti cloud, on-premise e ibridi, un elemento centrale della nuova offerta "RISE with SAP".
Attualmente SAP conta più di 238 milioni di utenti cloud, più di 100 soluzioni che coprono tutte le funzioni aziendali e il più grande portafoglio cloud di qualsiasi provider. SAP gestisce 70 data center in 37 sedi in 17 paesi

## Prodotti
Sin dai primi anni '90 SAP si sviluppò nel settore degli Enterprise Resource Planning col prodotto denominato SAP R/x. Le sigle R/1 e R/2 indicavano le versioni realizzate per piattaforma Mainframe. Successivamente con l'avvento delle piattaforme client-server operanti in modalità sistema real-time la sigla divenne R/3. Il nome della suite di prodotti nel tempo cambiò da SAP ERP a SAP NetWeaver e quindi SAP ERP ECC. Strutture complete e modulari composte da diversi prodotti tutti integrati/integrabili.
Altri ambiti specifici per le multinazionali riguardano il data warehousing, con SAP BW, poi diventato SAP BI, il Customer relationship management con SAP CRM e i portali Web con SAP Enterprise Portal. Per allargare il proprio mercato la multinazionale acquisì, modificò e commercializzò col nome SAP Business One una versione di ERP adatta alle piccole e medie aziende.
Nel 2010 inizia lo sviluppo di SAP HANA High-Performance Analytic Appliance un sistema di gestione di basi di dati colonnare e in memory progettata per gestire sia alti tassi di transazioni che elaborazione di interrogazioni complesse nella stessa piattaforma. La nuova piattaforma tecnologica ha sigla S/4. La prima versione, la 1.0, è stata scritta in linguaggio C, C++.

## Organico
A fine 2019 SAP disponeva nel mondo di un organico di oltre 100000 persone.
A fine 2016 circa 320.000 aziende in 190 paesi possedevano installazioni con software SAP.